# 蓋特韋 (科羅拉多州)
蓋特韋（英語：Gateway）是位於美國科羅拉多州梅薩縣的一個非建制地區。該地的面積和人口皆未知。

## 地理
蓋特韋的座標為39°40′40″N 108°58′48″W / 39.67778°N 108.98000°W，而該地的平均海拔高度為1406米（即4613英尺）。